# Scotodrymadusa maculata
Scotodrymadusa maculata är en insektsart som först beskrevs av Viktor von Ebner-Rofenstein 1912.  Scotodrymadusa maculata ingår i släktet Scotodrymadusa och familjen vårtbitare. Inga underarter finns listade i Catalogue of Life.